# Abirus
Abirus es un género de escarabajos de la familia Chrysomelidae. Fue descrito por Félicien Chapuis en 1874.

## Especies
- Abirus aeneus (Wiedemann, 1821)
- Abirus andamansis Lefèvre, 1891[2]
- Abirus angustatus Lefèvre, 1887
- Abirus apicalis (Baly, 1867)[3]
- Abirus balyi Medvedev, 2019[4]
- Abirus ceylonicus Jacoby, 1908
- Abirus coerulea (Jacoby, 1877)[5]
- Abirus elegans (Baly, 1864)[6]
- Abirus elongatus Jacoby, 1908
- Abirus flavopilosus Jacoby, 1884[7]
- Abirus fortunei (Baly, 1861)[8]
- Abirus globicollis Lefèvre, 1890
- Abirus hageni Lefèvre, 1887
- Abirus igneicollis Jacoby, 1908
- Abirus laticornis Tan, 1982
- Abirus philippinensis (Baly, 1867)[3]
- Abirus piceipes (Baly, 1867)[3]
- Abirus puberulus Lefèvre, 1876
- Abirus rubripes Lefèvre, 1885[9]
- Abirus speciosus Jacoby, 1895
- Abirus subrugosus Jacoby, 1884[10]
- Abirus tuberculipennis Lefèvre, 1885[9]
- Abirus vaksovi Medvedev & Romantsov, 2014[11]
- Abirus violaceus Jacoby, 1884[7]
- Abirus xishuangensis Tan, 1982